# Araripesuchus
Az Araripesuchus a krokodilok egyik kihalt neme, melynek fajai a mezozoikum végén, a kréta időszakban éltek, mintegy 125–65 millió évvel ezelőtt. Az általában notosuchiának (a Mesoeucrocodylia klád tagjának) tartott állat jellemzői a különböző fajta fogak és az egyedi koponyaelemek. Az Araripesuchust a pofája oldalsó, kidudorodó szegélyei teszik egyedivé, melyek közül a legfeltűnőbbek a megnagyobbodott maxilláris fog körül találhatók. A nemhez jelenleg öt érvényes faj tartozik.

## Felfedezés és történet
A nemet 1959-ben nevezték el a típusfaj, a brazil Santana Formációból származó notosuchia krokodil, az Araripesuchus gomesii leírásával. A leíráshoz használt holotípus, a 423-R jelzésű lelet jelenleg a Rio de Janeiro-i Divisao de Mineralogia e Geologia do Departamento Nacional da Producao Mineral gyűjteményében található. A 423-R részét képezi egy koponya, a hozzá tartozó állkapoccsal együtt. Az Amerikai Természetrajzi Múzeum (American Museum of Natural History) tulajdonában van egy jóval teljesebb példány, az AMNH 24450. A második fajt, az Araripesuchus wegenerit 1981-ben írták le. Ezt a fajt az afrikai kontinensen, Niger kora kréta időszaki üledékeiben találták meg, szemben a nem többi fajával, melyeket Dél-Amerikában fedeztek fel. A faj típuspéldánya, a GDF-700 néhány töredékes állcsont elemből áll, melyek a párizsi Nemzeti Természetrajzi Múzeumban (Museum National d'Histoire Naturelle) találhatók. Az Araripesuchus patagonicus leírását egy patagóniai példány (az MUC-PV 269 jelzésű lelet) alapján készítették el, 2000-ben. A nemhez besorolt fajok közé tartozik a 2005-ben leírt Araripesuchus buitreraensis is. Ezt a fajt egyetlen koponya (az MPCA-PV 235 jelzésű lelet) alapján írták le, ami Argentína késő kréta időszaki üledékeiből került elő. 130 milliméteres koponyahosszával, ez az eddig felfedezett legnagyobb Araripesuchus példány. Az ötödik, Araripesuchus tsangatsangana nevű fajról 2006-ban készült leírás. E faj típuspéldánya Madagaszkár legújabb késő kréta időszaki rétegeiből származik. A példány elemzése megszilárdította az A. wegneri helyét a nem tagjai között. Az A. tsangatsangana a nem geológiailag legfiatalabb képviselője.

## Taxonómia
Az Araripesuchus nemen belül jelenleg öt faj ismert: az A. patagonicus, az A. buitreraensis, az A. tsangatsangana, az A. wegeneri és a típusfaj, az A. gomesii. Az elsőként felfedezett afrikai faj, az A. wegeneri helyét több szerző is megkérdőjelezte.
Francisco Ortega és szerzőtársai filogenetikus elemzés alapján indítványozták, hogy a tévelygő fajokat más nemekhez sorolják be. A további elemzés, a második afrikai faj, az A. tsangatsangana felfedezésével együtt tovább tisztázta az A. wegeneri nemen belüli elhelyezkedését. Az afrikai fajok közös elemzése támogatta azt az elképzelést, ami szerint mind az öt ismert faj egyetlen nemhez tartozik.
Llewellyn I. Price 1959-es leírásában a nemet az Uruguaysuchidae családhoz kapcsolta. Eric Buffetaut 1981-ben követte ezt az osztályozást, és az A. wegenerit ugyanebbe a családba sorolta be. Azonban az A. patagonicus 2000-ben készített leírásában Ortega és szerzőtársai elkerülték a család használatát. Ehelyett csak annyit jegyeztek meg, hogy az Uruguaysuchus feltehetően a nem közeli rokonságába tartozott.

## Ősökológia
Az Araripesuchus maradványait Dél-Amerika és Afrika területén is felfedezték, ami arra utal, hogy a nem a Gondwana szuperkontinensen fejlődött ki. Az Araripesuchus korában Dél-Amerika és Afrika fizikailag egymás szomszédságában helyezkedett el. A különböző fajok ugyanazon a területen fejlődtek ki és egy még nem azonosított pontról terjedtek el. A madagaszkári példányok jelenléte tovább erősíti ezt az evolúciós radiációs modellt.

## Fordítás
- Ez a szócikk részben vagy egészben az Araripesuchus című angol Wikipédia-szócikk ezen változatának fordításán alapul.  Az eredeti cikk szerkesztőit annak laptörténete sorolja fel. Ez a jelzés csupán a megfogalmazás eredetét és a szerzői jogokat jelzi, nem szolgál a cikkben szereplő információk forrásmegjelöléseként.